# Analyse
En analyse betegner en proces, hvor et empirisk objekt opdeles i dets bestanddele, typisk med henblik på at opnå ny viden. Analysen som metode bruges i samtlige videnskaber. For eksempel foregår en nykritisk tekstanalyse ved at undersøge en teksts bestanddele herunder ord, ordforbindelser, sproglige billeder, komposition, fortæller, genre og motiv, for at slutte sig til tekstens budskab og funktion. En kvalitativ kemisk analyse adskilles kemiske stoffer med henblik på at bestemme et givent stof for eksempel ved at opløse en analyt.

## Eksempler
Der er for få eller ingen kildehenvisninger i dette afsnit, hvilket er et problem. Du kan hjælpe ved at angive troværdige kilder til de påstande, som fremføres.

- En jordbundsanalyse eller en kemisk analyse af en væskeprøve (fx en urin- eller blodprøve) til at finde ud af, hvilke kemiske og biologiske elementer der er i væsken og i hvilket forhold.
- Kemisk analyse identificerer forbindelser og (grund)stoffer.[5]
- Sætningsanalyse opdeler en sætning i forskellige sætningsled, fx udsagnsled, grundled og genstandsled.[6]
- I astronomien kan observationer af fjerne stjernes lys udsættes for spektralanalyse. Det fortæller noget om de stoffer, stjernerne består af.
- En problemanalyse går forud for det egentlige arbejde med at løse et problem.
- Analyse af stilistiske virkemidler bruges, når man skal undersøge, hvad en forfatter mener med sin tekst.